# Первомайский сельский совет (Глуховский район)
Первомайский сельский совет (укр. Первомайська сільська рада) — входит в состав
Глуховского района
Сумской области
Украины.
Административный центр сельского совета находится в 
с. Первомайское
.

## Населённые пункты совета
- с. Первомайское
- пос. Эсмань
- с. Жалковщина
- с. Месензовка
- с. Нарбутовка
- с. Перше Травня